# Triplett
Triplett és una població dels Estats Units a l'estat de Missouri. Segons el cens del 2000 tenia 64 habitants.

## Demografia
Segons el cens del 2000, Triplett tenia 64 habitants, 27 habitatges, i 18 famílies. La densitat de població era de 107,4 habitants per km².
Dels 27 habitatges en un 29,6% hi vivien nens de menys de 18 anys, en un 55,6% hi vivien parelles casades, en un 7,4% dones solteres, i en un 33,3% no eren unitats familiars. En el 33,3% dels habitatges hi vivien persones soles el 18,5% de les quals corresponia a persones de 65 anys o més que vivien soles. El nombre mitjà de persones vivint en cada habitatge era de 2,37 i el nombre mitjà de persones que vivien en cada família era de 3.
Per edats la població es repartia de la següent manera: un 21,9% tenia menys de 18 anys, un 7,8% entre 18 i 24, un 29,7% entre 25 i 44, un 28,1% de 45 a 60 i un 12,5% 65 anys o més.
L'edat mediana era de 42 anys. Per cada 100 dones de 18 o més anys hi havia 100 homes.
La renda mediana per habitatge era de 18.750 $ i la renda mediana per família de 33.750 $. Els homes tenien una renda mediana de 26.875 $ mentre que les dones 12.500 $. La renda per capita de la població era de 12.773 $. Entorn del 30,8% de les famílies i el 47,7% de la població estaven per davall del llindar de pobresa.

## Poblacions més properes
El següent diagrama mostra les poblacions més properes.